# Octospinifer rohitau
Octospinifer rohitau är en hakmaskart som beskrevs av Zuberi och Farooq 1976. Octospinifer rohitau ingår i släktet Octospinifer och familjen Neoechinorhynchidae. Inga underarter finns listade i Catalogue of Life.